# Jacob Ochs
Jacob Ochs, später Jakob Ochs, (* 10. August 1871 in Hanau; † 18. März 1927 in Hamburg) war ein deutscher Gärtner.

## Leben
Jakob Ochs absolvierte in seiner Heimat eine Ausbildung zum Kunstgärtner. Nach einer Zeit auf Wanderschaft durch Deutschland kam er 1891 ohne Vermögen nach Hamburg. Hier wohnte er bei einem Maurerpolier, der ihn über im Bau befindliche Häuser und Gärten informierte. Da er wirtschaftlich effizient arbeitete, kreativ, fleißig und tüchtig war, konnte er 1896 ein eigenes Büro eröffnen. Da er nur schlecht zeichnen konnte, arbeiteten für ihn immer mehrere Personen, die nach seinen Vorstellungen Pläne und Entwürfe von Gartenanlagen anfertigten.
Aufgrund der Lebensreformbewegung, die um die Jahrhundertwende in Hamburg maßgeblich von Alfred Lichtwark und dem Berliner Hermann Muthesius geprägt wurde, erhielt Ochs zahlreiche Aufträge. Da er qualitativ hochwertig arbeitete und kluge Werbung machte, konnte er das Unternehmen um mehrere Baumschulen und Versuchsgärten erweitern. In der Anfangszeit hatte er eine Niederlassung in Sasel, ab 1911 eine weitere in Berlin-Schmargendorf. An beiden Orten produzierte er Gartenmöbel nach Entwürfen Leberecht Migges, der die Hamburger Niederlassung von 1904 bis 1913 künstlerisch leitete. Migge hatte mit seinen Entwürfen und Publikationen großen Anteil am Erfolg der Gartenbaufirma. Von 1909 bis 1915 erstellte er drei buchartige Werbekataloge, die den Erfolg des Unternehmens zeigen. Insbesondere die Schrift Deutsche neuzeitliche Gärten von 1909 wurde seinerzeit besonders wahrgenommen, da der Autor darin die neuen Ausprägungen des deutschen Gartenbaus von denen des englischen Landschaftsstils und des französischen Formalismus abgrenzte.

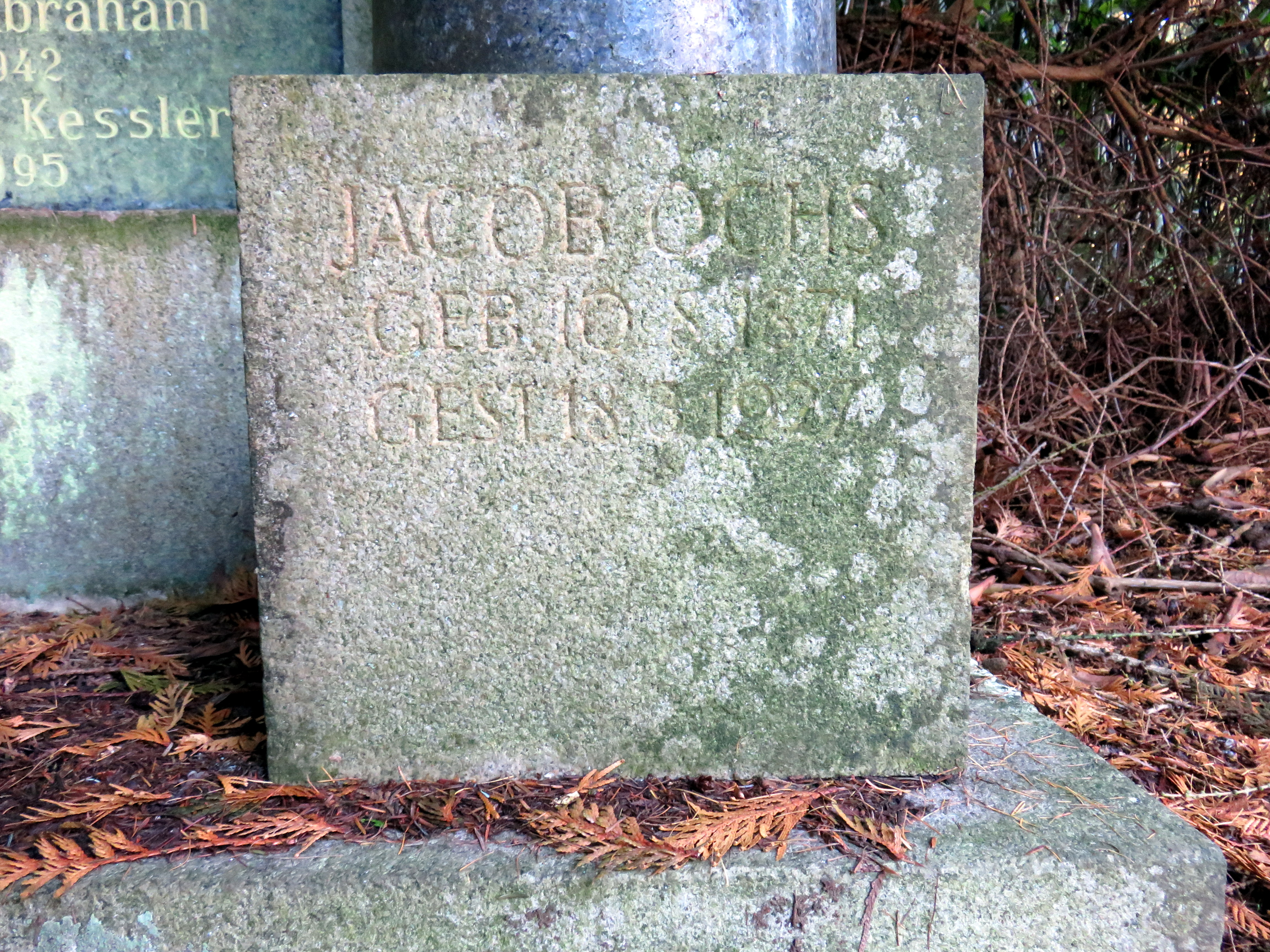
Inschrift Jacob Ochs auf dem Grabmal Lübcke auf dem Friedhof Ohlsdorf

Eine Besonderheit von Jakob Ochs war, dass er bei der Anlage von Gärten garantierte, dass die Pflanzen anwuchsen. Eingegangene Gewächse pflanzte er kostenlos neu an. Der als hochpreisig angesehene Unternehmer zahlte seinen Mitarbeitern die höchsten Gehälter im Raum Hamburg. In seinem Unternehmen arbeiteten und lernten neben Migge mehrere später bedeutende Gärtner, darunter Wilhelm Luserke, der die Niederlassung in Berlin leitete, dessen Nachfolger Heinrich Wiepking-Jürgensmann oder Harry Maasz und Gustav Osbahr junior.
Jacob Ochs wurde in Hamburg auf dem Friedhof Ohlsdorf im Planquadrat AE 16 nordöstlich vom Nordteich beigesetzt.

## Gestaltete Anlagen

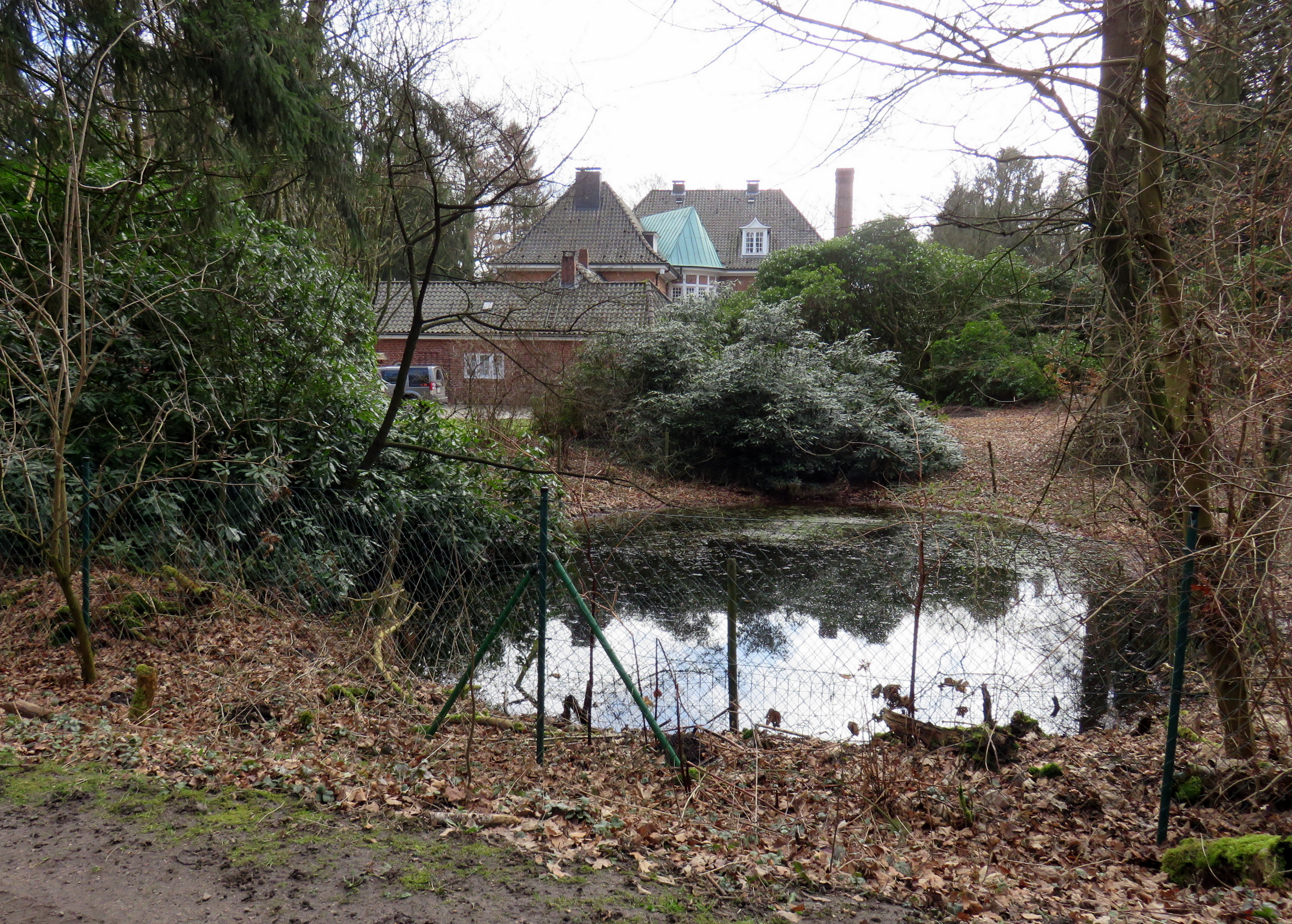
Gestaltete Anlage Duvenwischen 70 in Hamburg-Volksdorf

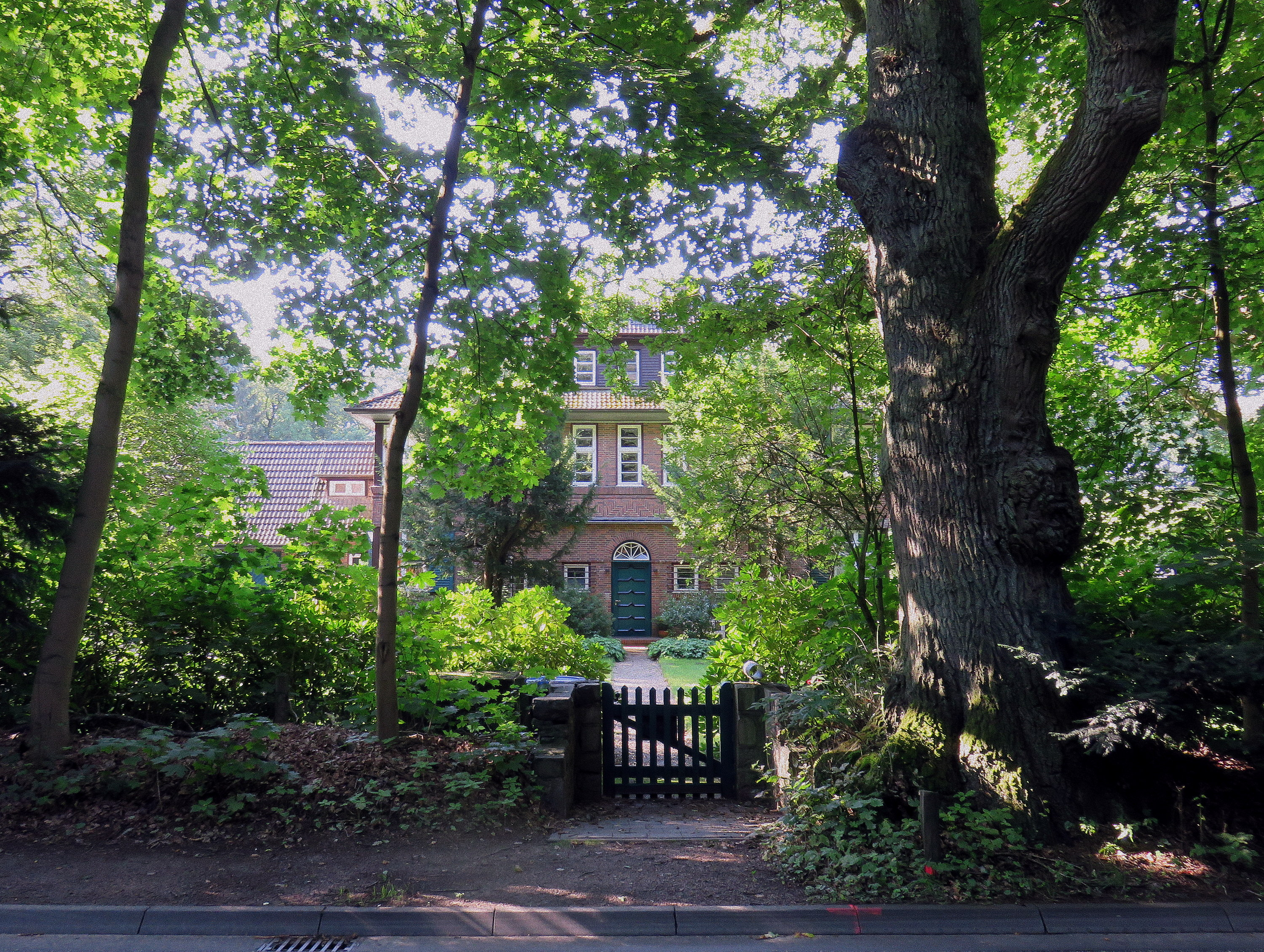
Gestaltete Anlage Saseler Weg 53 in Hamburg-Volksdorf

Zwischen 1896 und 1926 gestaltete Ochs mindestens 148 Gärten und Parkanlagen, die ihm belegt zugeordnet werden können. Da er mit angesehenen Architekten kooperierte, erhielt er auch große Aufträge. In Hamburg arbeitete er mit Martin Haller, Fritz Höger, Erich Elingius, Hans und Oskar Gerson sowie dem Büro von Otto Ameis und dessen Partner Alfred Jacob zusammen. Zu den Partnern in Berlin gehörten neben Hermann Muthesius Peter Behrens und Richard Riemerschmid. Ochs gestaltete 1911 fünf Gärten der Gartenstadt Hellerau, 1913 das Völkerschlachtdenkmal in Leipzig und die nahegelegene Gartenstadt Marienbrunn. Bei seiner Beteiligung an der Gartenbauausstellung 1926 in Dresden verkalkulierte er sich jedoch und musste Insolvenz anmelden.
Im Norden Hamburgs sind zwei von Ochs gestaltete größere Privatgärten zu finden, die noch die ursprünglichen Strukturen aufweisen: Am Ende der Straße Duvenwischen in Volksdorf befindet sich ein zwölf Hektar großer, 1910/11 von Ochs gestalteter Park, der im Besitz der Familie Edye ist. Ebenfalls in Volksdorf ist am Saseler Weg das von Fritz Höger entworfene Landhaus Boesche zu finden. Der zugehörige, nach Entwürfen von Ochs angelegte Garten, datiert auf den 23. Oktober 1926, wurde vermutlich jedoch erst im letzten Lebensjahr des Gartenarchitekten vollendet.